# Rendez-vous sur la lune
Pour plus de détails, voir Fiche technique et Distribution.
Rendez-vous sur la lune (Sei mai stata sulla Luna?) est une comédie romantique italienne réalisée par Paolo Genovese et sorti en 2015. Il met en vedette Raoul Bova et Liz Solari.
La chanson originale Sei mai stata sulla Luna? interprétée par Francesco De Gregori est lauréate du Ruban d'argent de la meilleure chanson.

## Synopsis
Guia, une jeune et belle italo-espagnole, est la directrice d'un célèbre magazine de mode, ce qui l'amène à partager sa vie entre la jet set milanaise et parisienne. Elle est épaulée par son assistante de confiance Carola, froide et loyale au travail, et son partenaire Marco, ambitieux et opportuniste. Cynique et snob, la vie de Guia prend un tournant inattendu quand, à la mort de sa tante, elle se retrouve héritière de la vieille ferme oubliée des Pouilles où elle passait ses étés enfant. Il y vit toujours Pino, un cousin atteint de retard mental, et le fermier Renzo, aussi charmant que bourru, qui s'occupe d'élever son fils Toni ainsi que de tenir la ferme. 

## Fiche technique
- Titre français : Rendez-vous sur la lune[3]
- Titre original : Sei mai stata sulla Luna?[4]
- Réalisateur : Paolo Genovese
- Scénario : Pietro Calderoni, Gualtiero Rosella (it), Enrico Vanzina, Paolo Genovese, Carlo Vanzina, Riccardo Milani, Alessio Maria Federici (it)
- Photographie : Fabrizio Lucci (it)
- Montage : Consuelo Catucci (it)
- Musique : Maurizio Filardo (it), Francesco De Gregori (chanson originale)
- Costumes : Alessandro Lai (it)
- Sociétés de production : Pepito Produzioni (it), Rai Cinema
- Distribution : 01 Distribution
- Pays de production :  Italie
- Langue originale : italien
- Durée : 119 minutes (1 h 59[4])
- Genre : Comédie romantique
- Dates de sortie : 
  - Italie : 22 janvier 2015 (en salles)
  - France : 21 avril 2021 (Netflix)

## Distribution
- Liz Solari (it) : Guia
- Raoul Bova : Renzo
- Giulia Michelini : Carola
- Pietro Sermonti (it) : Marco
- Dino Abbrescia : Dino
- Nino Frassica : Oderzo
- Sabrina Impacciatore : Mara
- Neri Marcorè : Pino
- Rolando Ravello (it) : don Paolo
- Sergio Rubini : Delfo
- Emilio Solfrizzi : Felice
- Paolo Sassanelli : Rosario
- Maurizio Mattioli : Le cardinal